# ありかわ真奈
ありかわ 真奈（ありかわ まな、12月7日 - ）は、日本の女性声優。主にアダルトゲームに声をあてている。Honey Rush所属。

## 人物
2020年2月1日よりHoney Rushに所属。

## 出演
太字は主役・メインキャラクター

### 2014年
- OH!! マイクロマン 〜小さくなって女の子の色んなトコロに入っちゃお!〜（恋出 恵）[2]
- 女子のおしっこいじめ 〜女子便くんといわれたボクの6年間〜（林）

### 2015年
※一部作品から抜粋
- 大人の痴漢電車倶楽部（須繰 郁恵）[3]
- 攫ノ雌（高瀬 好美）
- 聖騎士Melty☆Lovers（ティニー＝ローグ）
- その古城に勇者砲あり!
- 空色イノセント
- ねえちゃん、ごめん出しちゃった! 〜おねえちゃんは僕専用〜（霧島 初音）
- 人妻スイミング倶楽部（布忍 芳香）[4]
- 空色イノセント
- その古城に勇者砲あり![5]

### 2016年
※一部作品から抜粋
- いたずら家庭教師 〜密室の猥褻指導〜（結城 皐）[6]
- オモカゲ 〜えっちなハプニング!? なんでもどんとこい!〜
- グリモ☆ラヴ 〜放課後のウィッチ〜（紫村[7]、佐藤さん）
- 働くオトナの恋愛事情（尾瀬 深澄）
- ビッチ姉ちゃんが清純なはずがないっ!（吹田 楓）
- PURELY×CATION
- 龍堂寺士門の淫謀（渡根川 麗）
- ナマ主さんとオフパコJK ～ハメられた黒髪清楚～ (北見 有紗)[8]

### 2017年
- 恥情な苺 (桐谷 陽子)[9]
- ビッチ姉妹が清純なはずがないっ!! (竹芝 浅黄)[10]
- らぶらぶシスターズ ～花嫁＆姉妹達とのドキドキハーレム生活～ (鶴松 瑞穂)[11]
- エリート女上司を催眠で孕ませオナホにしたエロすぎる会社性活 (高城 恵里香)[12]
- 働くオタクの恋愛事情 (一色 千歳)[13]
- 呪いの魔剣に闇憑き乙女 (ステラナディス)[14]
- 新妻LOVELY×CATION
- 龍堂寺士門の淫謀 アニメ追加版 (渡根川 麗)[15]
- 奪病棟 ～ネトラレカルテ～ (伊藤月子)
- はらかつ!2 ～子作りエッチでお悩み解決～ (下古立 伊織)[16]
- 姉姉W催眠2 ～巨乳女上司痴漢、巨乳人妻寝取り、鬼畜中出しで孕ませてやる!～ (陸邑 冬華) [17]
- ヤミと祝祭のサンクチュアリ (七鍬 雪那) [18]
- ビッチ学園が清純なはずがないっ!!? (奄美 愛梨) [19]
- まほ×ろば -Witches spiritual home-
- なちゅらるばけーしょん

### 2018年
- 少女と年の差、ふたまわり。(竹ノ内)
- ヤンデレなお姉ちゃんに愛し尽される監禁性活 (武藤 愛莉) [20]
- ひとつ屋根の、ツバサの下で (松本 三毬) [21]
- 働くオトナの恋愛事情2
- その大樹は魔界を喰らう! (アードベルト) [22]
- ようこそ種付け村へ ～いつでもどこもでも人妻たちと孕ませ交尾できる理想のスローライフ～
- 魔法戦士イクシードナイツ -新たなる世界の女神たち- (真咲 百果 / イクシードピーチ) [23]
- 妹×妹? 素直になれない妹達とのえっちな共同生活 (一宮 悠莉) [24]
- はるとゆき、
- Hではじまるシェアハウス (東郷 楓音) [25]
- はらかつ!3 ～子作りビジネス廃業の危機!?～ (下古立 伊織、楽間川 千里) [26]
- エルフ種付け牧場 (ライラ)[27]

### 2019年
- メイドinウィッチライフ! -館で始まるHな魅了性活- (ユエル・ユニエット)[28]
- 姉姉W催眠DX ～催眠で6人の巨乳姉達を貪り孕ます欲望の宴!～ (陸邑 冬華)[29]
- デカ乳ムチ尻BBA騎士団 ～歴戦の女騎士も巨根には勝てない! 爆乳爆尻牝にエロ酷いことし放題の絶対忠誠ハーレム♪～ (パメラ)[30]
- 魔法戦士エメロードナイツ -絆を紡ぐ女神たち- (イクシードピーチ / 真咲百果)[31]
- モンスターが支配する異世界で魔物使いになって孕ませハントで救世主になる ～人間如きが我らと生殖?身の程を知れ!～ (ユニコーン)[32]

### 2020年
- 爆乳淫辱霊媒師（五十鈴 命子）
- 天冥のコンキスタ（メイヴィスレイン）

## 同人ゲーム
-役名がある物のみ（）に記載
- OPPAINVADER 〜学園まるごと脱衣解除!（有栖川 京香、黒田 百萌）
- 風雲! オークキャッスル 〜恥辱の発情戦乙女達（ミスティ）
- 種神さま 〜Sower&Droplet
- 淫獄王女 〜戦場に堕ちる二人の戦女〜（ユーノ）
- 時間停止学園! キモデブのオレが時間を止めて学園の女達をヤリたい放題!（優衣・メイスフィールド、小出 陽菜、木岡 芽衣）
- 堕淫発情迷宮 〜試される光と闇の女騎士ふたり〜（グリゼルダ）
- 兄嫁京香さんとその母千佳子さん 〜美人妻と美熟母といっしょ❤︎〜 兄嫁京香編（本間 千佳子）
- 兄嫁京香さんとその母千佳子さん 〜美人妻と美熟母といっしょ❤︎〜 兄嫁の母千佳子編（本間 千佳子）
- 肛拡姉妹 〜義父に徹底開発される連れ子アナル〜（氷見川 依絵）
- ウチに天使がヤリに来た -爆乳天使のご奉仕性活- (ライラ)
- 禁忌劣情 ～淫らな欲望に魅せられて～ [33]
- 本番有り! 人妻デリバリーR ～どこかで見た美人妻たちと～[34]

## ソーシャルゲーム
- アクエリアンエイジオルタナティブ
- エロがく〜エロと科学と学園モノ〜
- 戦乱プリンセスG（伊東マンショ、柿本人麻呂、鴨長明、神保氏張、高山右近）
- 宝石姫 JEWEL PRINCESS（カオリナイト、ユナカイト）

## ラジオ
-太字は現在も配信中
- MMJRock〜はぴくる！シルフィード〜 (第1回 - )[35]